# Kayla Barron
Pour les articles homonymes, voir Barron.
Kayla Jane Barron, née le 19 septembre 1987 à Pocatello, est une sous-marinière spécialisée en guerre sous-marine et astronaute américaine. 
Elle a été sélectionnée dans le groupe d'astronautes 22 de la National Aeronautics and Space Administration (NASA).
Kayla Barron est désignée en mai 2021 pour la mission SpaceX Crew-3.
Le 10 novembre 2021, elle décolle à bord du vaisseau Space X Crew Dragon Endurance grâce auquel elle rejoint la station spatiale internationale le 12 novembre 2021 pour une mission de 6 mois en orbite basse.

## Vie privée
Elle est mariée avec Tom Barron originaire de New York. Elle apprécie la randonnée, la course et la lecture.

## Distinctions
Elle reçoit plusieurs prix au cours de sa carrière dont :
- Navy and Marine Corps Commendation Medal
- Navy and Marine Corps Achievement Medal
- Trident Scholar et Distinguished Graduate de lU.S. Naval Academy